# Statsborgerskab
 "Statsborger" omdirigeres hertil. For Dansk statsborgerskab, se Dansk indfødsret.
Statsborgerskab er et begreb i den internationale lovgivning, dvs. Folkeretten.
Statsborgerskabet giver en række forskellige rettigheder og forpligtelser under national lovgivning og internationale konventioner.
Den gamle term undersåt svarer til en vis grad til det nutidige begreb statsborger.
De nuværende borgerrettigheder omfatter især valgret og valgbarhed, og statsborgerskabet giver også den formelle ret til at opholde sig i landet, samt muligheden for at blive ansat som tjenestemand og for aftjening af værnepligt.
Med et statsborgerskab følger specielle retningslinjer for udlevering til andre lande, som følge af retslige procedurer, og under udlandsophold giver statsborgerskabet også ret til assistance fra udstationeret diplomatisk repræsentation.
Den vigtigste borgerpligt er i dag kravet til politisk deltagelse (de).

## Eksterne links
- "Undersåt" i Ordbog over det danske Sprog

| Jura | Spire Denne juraartikel er en spire som bør udbygges. Du er velkommen til at hjælpe Wikipedia ved at udvide den. |